# Tim Brooke-Taylor
Timothy Julian (Tim) Brooke-Taylor OBE (Buxton, Derbyshire, 17 juli 1940 – Cookham, 12 april 2020) was een Engelse komiek, acteur en schrijver, het best bekend om zijn werk in komedie op televisie en radio. Hij was bekend om zijn snelle geest en komische timing.

## Jeugd en opleiding
Tim Brooke-Taylor werd geboren in Buxton, Derbyshire, Engeland. Hij bezocht Winchester College en studeerde later rechten aan Pembroke College, Cambridge, waar hij betrokken raakte bij de Cambridge Footlights dramaclub. Het was aan Cambridge waar Brooke-Taylor toekomstige komische partners ontmoette, onder wie John Cleese en Graham Chapman.

## Carrière
Brooke-Taylor verwierf bekendheid als lid van de komische sketchgroep "The Goodies", samen met Graeme Garden en Bill Oddie. Het trio creëerde en speelde in de BBC-televisieserie "The Goodies" (1970-1982), die een mix van surrealistische humor, visuele grappen en geestige woordspelingen bevatte. De show kreeg een cultstatus en werd een belangrijke invloed op de Britse komedie.
Naast zijn werk in "The Goodies" verscheen Brooke-Taylor in verschillende televisieprogramma's en radioprogramma's, waaronder "I'm Sorry I'll Read That Again", "At Last the 1948 Show" en "Banana Box". Hij werd ook een frequente deelnemer aan de langlopende BBC-radiokomedie "I'm Sorry I Haven't a Clue", waar hij zijn improvisatievaardigheden en komische talenten tentoonspreidde.
Brooke-Taylor ontving gedurende zijn carrière diverse prijzen en onderscheidingen, waaronder de Orde van het Britse Rijk (OBE) voor zijn verdiensten voor entertainment in 2011.

## Persoonlijk
Tim Brooke-Taylor was getrouwd met Christine Weadon; ze hadden samen twee zonen. Hij overleed op 12 april 2020, op 79-jarige leeftijd, aan het coronavirus.
- Bibliothèque nationale de France: cb14066861t (data)
- Gemeinsame Normdatei: 1208132032
- International Standard Name Identifier: 0000 0000 6309 7509
- Library of Congress Control Number: no99060874
- MusicBrainz: 4d9dd355-2f89-4a53-ac65-70208b5f3eff
- Nationale bibliotheek van Australië: 35022440
- Nederlandse Thesaurus van Auteursnamen: 261642111
- SNAC: w6f61qx3
- Système universitaire de documentation: 243361262
- Trove: 796496
- Virtual International Authority File: 37121852
- WorldCat: E39PBJtH4vGM7wYGJGD6BxkdQq